# St James's Hall
La St James's Hall era una sala da concerto di Londra, inaugurata il 25 marzo 1858, progettata dall'architetto e artista Owen Jones, che aveva decorato l'interno del Crystal Palace.

## Costruzione
Era situata tra il Quadrante di Regent Street e Piccadilly e Vine Street e George Court. C'era una facciata su Regent Street e un'altra su Piccadilly. Tenendo conto dell'orchestra, la sala principale aveva posti a sedere per poco più di 2.000 persone. Aveva una grande sala di 140 piedi (43 m)) di lunghezza e 60 piedi (18 m) di larghezza, i posti a sedere erano distribuiti tra piano terra, balconata, galleria e palcoscenico e aveva un'acustica eccellente. Al piano terra c'erano due sale più piccole, una di 60 piedi (18 m), l'altra di 60 piedi (18 m) per 55 piedi (17 m). La sala era decorata in stile 'fiorentino', con caratteristiche che imitavano il grande palazzo moresco dell'Alhambra. La facciata su Piccadilly era progettata in stile gotico e il complesso di due ristoranti e tre sale era nascosto dietro il Quadrante di Nash. Sir George Henschel ricordava le sue "vecchie e scomode, lunghe e strette poltroncine verdi imbottite (in crine di cavallo color verde pallido) con i numeri dei sedili legati sugli schienali con un nastro rosa acceso, come i documenti di un ufficio".
La Hall fu costruita congiuntamente da due case editrici musicali, Chappell & Co. e Cramer & Co., con la speranza di attirare il crescente pubblico che partecipava alle raffinate esibizioni musicali al Crystal Palace e nelle sale in costruzione nelle province. Rimase vuoto per quasi un anno dopo la sua apertura. Da allora in poi, per quasi mezzo secolo, la Hall fu la principale sala da concerto di Londra, alla quale succedettero la Queen's Hall nel 1900 e successivamente la Wigmore Hall, la Royal Albert Hall e la Royal Festival Hall. Divenne famosa per i suoi concerti "Monday Pops" e per i Concerti di Ballate, come sede della Philharmonic Society e dei Christy Minstrels e per i molti famosi direttori e interpreti che vi diedero importanti spettacoli.

## Apertura
La prima esibizione nella sala fu L'inno di lode dell'Associazione vocale, sotto la direzione di Julius Benedict. Sims Reeves cantò l'Adelaide di Beethoven (il primo di molti successi), accompagnata da Arabella Goddard, in un concerto alla fine di maggio 1858. Secondo il biografo di Reeves, "La sala stessa ottenne l'approvazione generale, ma gli arrangiamenti del coro e dell'orchestra furono severamente condannati». Nello stesso anno una delle prime esibizioni complete della Passione secondo Matteo di J.S. Bach, che fu ascoltata in Inghilterra fu data lì con la direzione di William Sterndale Bennett, con Sims Reeves, Helen Lemmens-Sherrington, Charlotte Sainton-Dolby e Willoughby Weiss.

## I Christy Minstrels

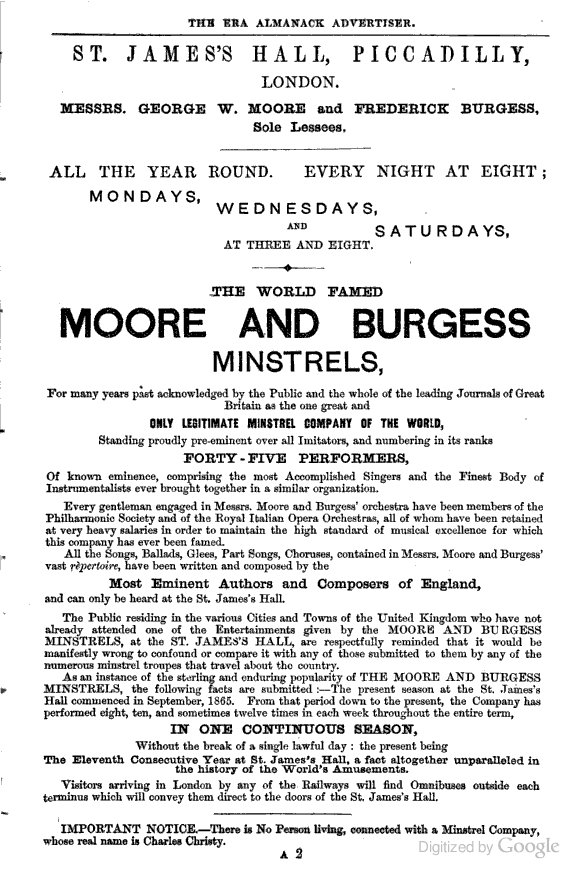
Pubblicità del 1874

La sala divenne famosa per la sua produzione continua dei menestrelli dal viso nero dal 1862 al 1904. Conosciuti come i Christy Minstrels e in seguito i Moore e Burgess Minstrels, la troupe residente dei menestrelli si esibiva in una delle sale più piccole situate al piano terra vicino al ristorante, sotto la sala principale. L'opera comica di Gilbert e Sullivan del 1893, Utopia, Limited contiene uno scherzo in cui la Corte di St. James è volutamente confusa con la St James's Hall e i suoi spettacoli di menestrelli con una parodia di un numero di menestrelli è inserita nella stessa scena.
In residenza per tutta la vita attiva della sala, i Minstrel avevano la loro sede permanente lì, ma i loro interessi spesso erano in conflitto con quelli della sala principale. Nel gennaio 1890, per esempio, George Bernard Shaw scrisse:
Solo una quindicina di giorni dopo, la band, in un primo momento sottotono, scoppiò "in un selvaggio canto di impudenti menestrelli" durante le battute finali della marcia funebre della Sinfonia dell'Eroica. Dopo che il movimento fu applaudito, una persona del pubblico cominciò a dire che doveva essere presentata una denuncia e ottenne l'approvazione generale, ben detto! e la gente che si alzava per guardarlo. In un'occasione Lady Henschel e sua figlia andarono a sentire Joseph Joachim suonare a un "concerto popolare" del sabato, ma erano così attente ai "suoni ritmici festosi, che battevano e scintillavano in modo estremamente movimentato", che decisero invece di andare a sentire i Moore e Burgess Minstrels.

## Concerti "popolari" e ballate del lunedì e del sabato
Samuel Arthur Chappell, uno dei fratelli della ditta Chappell & Co. gli editori musicali di Bond Street, che si era concentrato sulla vendita di strumenti musicali, ottoni e legni, insieme a suo fratello Thomas, ebbe l'idea dei concerti popolari del lunedì, che affermarono la fama e la popolarità della sala. George Bernard Shaw ha scritto che i concerti della sala hanno contribuito notevolmente alla diffusione e all'illuminazione del gusto musicale in Inghilterra. I 'Pops' del lunedì si tenevano di sera e quelli del sabato il pomeriggio. Questi ultimi erano concerti da camera. I loro programmi erano quasi esclusivamente "classici" e consistevano in recital per pianoforte e organo, cantanti, violinisti, quartetti d'archi e altri gruppi da camera. Erano gestiti da John Boosey e in seguito da William Boosey, insieme a Chappell. Nel 1861 il Musical World osservava: "la musica da camera classica di altissimo livello viene portata settimana dopo settimana alla portata delle masse paganti, così ora è stata non meno di cinquantadue volte alla St James's Hall.... aumentando il totale dei concerti popolari del lunedì a non meno di sessantatré entro due anni dalla loro creazione... Un risultato del genere non ha precedenti nella storia dell'intrattenimento musicale".
Tra il 1888 e il 1894 George Bernard Shaw presenta un'interessante narrazione dei "Pops". Shaw ammirava il Quartetto di Joachim, guidato da Joachim stesso o spesso da Mme Wilma Norman Neruda (Lady Hallé) e più tardi ancora da Eugène Ysaÿe, con il ( 'modesto') L. Ries (2° violino), il ('solenne') Herr Strauss (viola) ed il ('gentile') violoncellista Alfredo Piatti. Questi furono certamente le "vedette" in quel periodo. Spesso suonavano opere complete, o anche gruppi di opere ai "Pops": il loro gruppo più grande veniva spesso ascoltato nel settetto di Beethoven. Tra i solisti ascoltati nel 1888-90 (la trentunesima e la trentaduesima stagione) ci furono i pianisti Charles Hallé, Alma Haas (Beethoven op. 110), Agnes Zimmerman (Waldstein), Edvard Grieg, Bernhard Stavenhagen (Schumann Papillons), Arthur De Greef (Chopin); i violinisti Joseph Joachim (Brahms), la signora Norman Neruda, (concerto di Bach per 2 violini); i cantanti Bertha Moore, Charles Santley (Der Erlkönig,To Anthea), Marguerite Hall (Schubert, Brahms, Henschel). I concerti erano misti, spesso composti da un lavoro da camera, alcune canzoni e assoli strumentali.
La Hall divenne famosa per i "London Ballad Concerts", iniziati nel 1860 e trasferiti nel gennaio 1894 alla Queen's Hall. Loro "sono stati avviati ... dai signori Boosey" per l'esecuzione della migliore musica vocale inglese degli artisti più eminenti".

## The Philharmonic Society
La Philharmonic Society di Londra, fondata nel 1813, fino al 1869 tenne i suoi concerti nelle sue sale in Hanover Square, che aveva posti a sedere solo per circa 800. La Society decise di trasferirsi definitivamente alla St James's Hall e un concerto aggiuntivo gratuito, tenuto alla St James's Hall, fu tenuto ai suoi abbonati alla fine della stagione 1868-69. I solisti erano Charles Santley, Charles Hallé, Thérèse Tietjens e Christina Nilsson. Quando fu fatto lo spostamento, la Compagnia ritoccò i suoi costi per ottenere un pubblico più ampio e competere con il Crystal Palace e altri grandi locali e introdusse programmi commentati. La Phihlarmonic rimase nella sala fino al 28 febbraio 1894, quando si trasferì nella Queen's Hall.
Ci furono grandi eventi nel 1870-71, quando si tenne una stagione del centenario di Beethoven, con l'esecuzione di tutte e nove le sinfonie. Il busto di Beethoven di Johann Nepomuk Schaller fu donato alla Society e ritirato (a Pest, in Ungheria) da Sir William Cusins. Fu esposto al primo concerto della Compagnia nel 1871 e una replica fu collocata in seguito nella parte anteriore della piattaforma in ogni concerto filarmonico. La medaglia d'oro della società incorporava un'immagine del busto. Un altro grande evento del 1871 fu la consegna ufficiale di medaglie a dieci musicisti illustri.

### Artisti importanti della filarmonica alla St James's Hall
Nel 1871, Charles Gounod diresse un concerto della sua musica. Nel 1873 l'Ein deutsches Requiem di Brahms ebbe la sua prima inglese; Edward Lloyd cantò per la prima volta davanti alla Society e Hans von Bülow debuttò a Londra, suonando il Concerto "Imperatore" di Beethoven e la Fantasia cromatica e fuga di Bach. Nel 1874 vi suonarono Pablo de Sarasate e Camille Saint-Saëns e nel 1875 August Wilhelmj. Tra gli altri episodi della Philharmonic Society degli anni seguenti figurano le interpretazioni di George Henschel, Xaver Scharwenka, Émile Sauret, Joseph Joachim e Edward Dannreuther.
Cambiamenti di gestione furono introdotti nel 1881 a seguito del recupero della Società da una crisi finanziaria. I concerti furono spostati dalla sera del lunedì al giovedì, per far posto ai concerti da camera popolari del lunedì sera, noti come "Pops". La stagione del 1881 comprendeva due spettacoli di Roméo et Juliette di Berlioz; Scharwenka diede la prima inglese del suo Concerto per pianoforte n. 2 e Eugen d'Albert ed Emma Albani apparvero davanti alla Society. Nei due anni successivi furono date molte opere corali con il Philharmonic Choir, tra cui opere di Franz Liszt, Anton Rubinstein, Webern, Beethoven e Johannes Brahms.
Nel 1883 Cusins si ritirò come direttore e per una stagione ci fu una squadra di direttori onorari. Antonín Dvořák diresse la sua Sesta Sinfonia (anche se fu chiamata "Sinfonia n. 1") nel marzo 1884. Sir Arthur Sullivan diresse i concerti del 1885-1887 e, come direttore ospite, furono ascoltati Dvořák, Moritz Moszkowski e Saint-Saëns in opere scritte per la Società. Tra i solisti c'erano Tivadar Nachéz, Fanny Davies, Lillian Nordica, Ella Russell, Emma Nevada, Józef Hofmann e František Ondříček. In particolare la Sinfonia n. 3 di Saint-Saëns scritta per volere della Società, e presentata in anteprima il 19 maggio 1886.
F.H. Cowen succedette a Sullivan come direttore dal 1888 al 1892. Nella sua prima stagione Edvard Grieg suonò il suo Concerto per pianoforte in la minore op. 16 e Pëtr Il'ič Čajkovskij fece la sua prima apparizione davanti a un pubblico inglese, presentando due opere. Anche Johan Svendsen e Charles-Marie Widor diressero in quella stagione e Clara Schumann tenne il suo spettacolo d'addio alla Society. Čajkovskij ritornò nel 1889 per dirigere il suo Concerto per pianoforte n. 1 con Wassily Sapellnikoff al suo debutto in inglese (tre anni dopo fece furore con il Concerto per pianoforte n. 1 di Liszt) e anche Agathe Backer-Grøndahl e Eugène Ysaÿe fecero il loro debutto inglese. Nel 1890 Dvořák diresse la sua Sinfonia n. 4. Paderewski, che aveva tenuto quattro recital alla St James's Hall per il suo debutto nel 1890, tornò per la Compagnia nel 1891 per esibirsi nei concerti in do minore di Saint-Saëns e in re minore di Rubinstein. Anche Leonard Borwick e Frederic Lamond si esibirono per la Society. Cowen diede molti concerti di compositori inglesi contemporanei come Sullivan, Hubert Parry, Alexander Mackenzie, Charles Villiers Stanford e delle sue opere.
Nel 1892 Alexander Mackenzie subentrò a Cowen. Nella stagione 1893, Čajkovskij diede la prima inglese della sua Sinfonia n. 4, Saint-Saëns diresse il suo Le Rouet d'Omphale e suonò il suo Concerto per pianoforte n.2, op.22, e Max Bruch diresse il suo Concerto per violino n. 2 con Władysław Górski come solista. Nel novembre 1893, fu fatta una presentazione per il segretario della società Francesco Berger in apprezzamento per dieci anni di servizio. Poco dopo, la Queen's Hall aprì le sue porte e la Society si trasferì lì nel febbraio successivo.

## Concerti in abbonamento
Hans Richter diresse spesso i concerti di Richard Wagner alla St James's Hall, a partire dal 1877. Questi 'Orchestral Festival Concerts' (creati regolarmente nel 1879 dal violinista Hermann Franke), che iniziarono dopo Pasqua, furono tra i principali rivali dei programmi della Philharmonic Society. All'epoca delle dimissioni di Arthur Sullivan dalla direzione della Filarmonica, la Society suggerì a Richter che avrebbe potuto diventare il suo direttore e le due serie di concerti potevano essere amalgamate sotto la supervisione della Society. Richter non accettò il piano.
Oltre alla serie di Richter, c'era anche una serie invernale di nove anni di concerti in abbonamento stabiliti e diretti da George Henschel, tra cui un ciclo completo di sinfonie di Beethoven in un anno e una rara esibizione di una sinfonia di Richard Wagner. Il contenuto fu pianificato contro un "passato permanente" di Beethoven e Brahms. Helen Henschel riferisce del "famoso gatto di Wagner" che abitava nella Hall. Si diceva che salisse sul palco durante le prove ogni volta che veniva suonato qualsiasi lavoro di Wagner, ma mai altrimenti.
Shaw si riferisce ad entrambe le cose, notando che i concerti di Richter erano troppo costosi e che l'orchestra della Henschel era troppo piccola.

## Letture di Charles Dickens

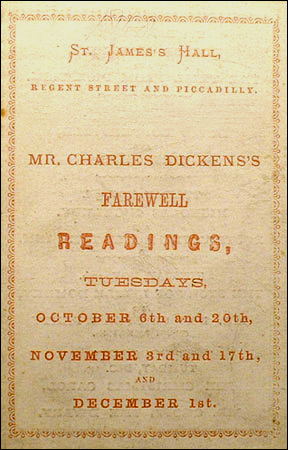
Libro di programma del 1868 per la serie delle letture di Dickens

Nel 1868 il famoso autore vittoriano Charles Dickens presentò una serie finale di "Letture di addio", nella sala, che iniziò la sera del 6 ottobre, con un programma dedicato a "Doctor Marigold" (dalla Christmas Story) e "The Trial" da Pickwick. Si era accordato con i suoi tour manager, Chappell & Co., per 100 letture per la somma principesca di 8.000 sterline. I partecipanti avrebbero ricevuto programmi stampati e la pubblicità di Chappell conteneva la seguente dichiarazione:
Le prime file della platea avevano un prezzo di cinque scellini, i posti a sedere in galleria tre e l'ingresso generale uno scellino. Una nuova amenità, una platea di divani ("di cui ci sarà solo un numero limitato"), veniva venduta per sette scellini.
L'anno seguente Dickens avrebbe dovuto cancellare un tour provinciale, poco dopo un collasso che aveva rivelato i sintomi di un lieve ictus a Preston il 22 aprile 1869. Quando ebbe riacquistato forza sufficiente, organizzò, con approvazione medica, una serie di letture per riparare parzialmente nei confronti di Chappell & Co. per quello che avevano perso a causa della sua malattia. Dovevano esserci dodici esibizioni finali, in programma a partire dall'11 gennaio 1870 alla Hall. Dickens avrebbe fatto la sua ultima lettura pubblica qui alle 16:00 del 15 marzo 1870. Morì poco dopo il 9 giugno, dopo aver subito un altro ictus.

## Altri usi
Il Coro Bach, fondato nel 1875 sotto un comitato fondatore tra cui Sir George Grove e Sir John Stainer, aveva come scopo principale la presentazione in Inghilterra della Messa in Si minore di Bach. Con un coro composto tra le 200 e le 250 voci, tra cui l'usignolo svedese Jenny Lind diretta da suo marito, il direttore Otto Goldschmidt, la messa fu eseguita nell'aprile del 1876 alla St James's Hall e una seconda esecuzione fu data un mese dopo.
Henry J. Wood eseguì il Concerto per organo in mi minore di Ebenezer Prout alla Hall con un'orchestra diretta da Joseph Barnby, alla fine degli anni '80 del XIX secolo. Anche se la performance gli valse molte lodi, si riferì alla sala come "quella terribile scatola di fischietti della St James's Hall". Questo non sembrò infastidire Camille Saint-Saëns quando eseguì lì in anteprima la sua Sinfonia n. 3 (in cui due sezioni fanno ampio uso dell'organo) nel 1886. Saint-Saëns era un buon organista ed era titolare della Chiesa della Madeleine a Parigi. Se ebbe obiezioni all'organo della St. James Hall per la prima della sua sinfonia, questo non appare nei suoi scritti.
La Stock Exchange Orchestral Society, fondata nel 1883, suonò originariamente nella Prince's Hall Piccadilly, ma fu trasferita nella St James's Hall fino al 1894, quando si trasferì nella Queen's Hall. Nel dicembre del 1893, Harry Plunket Greene e Leonard Borwick iniziarono la loro celebre collaborazione in recital di lieder presso la sala, che proseguì fino al nuovo secolo. Nel 1895 il pianista sedicenne Mark Hambourg diede lì un concerto sotto Henry J. Wood, suonando tre concerti per pianoforte.

## La fine della Hall

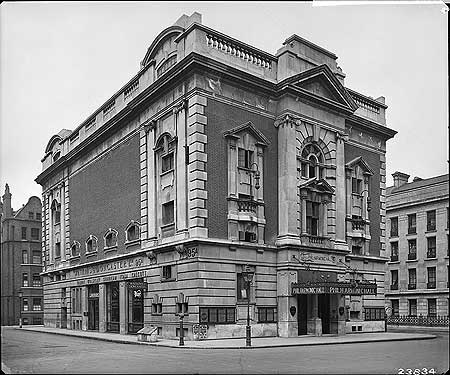
La Philharmonic Hall (originariamente la nuova St James's Hall) in Great Portland Street come appariva nel 1917

I concerti di ballate di Chappell furono gestiti da William Boosey nel 1902, quando la sala era di proprietà di una compagnia privata. La quota di controllo era detenuta da T.P. Chappell, presidente della Chappell & Co.: rifiutò una buona offerta per acquistare la sala perché Boosey sentiva fortemente il suo vecchio legame con i concerti di Pops di sabato e lunedì e i concerti di ballate di Chappell. Ma Chappell morì nel giugno del 1902 e gli altri azionisti accettarono una nuova offerta senza consultare Boosey, che era messo male. Poi la Queen's Hall entrò nel mercato e un amico di Boosey in quell'interesse fece notare che la Queen's Hall avrebbe acquistato molto più valore se la St James's Hall avesse smesso di operare. Boosey si rese conto che i signori Chappell potevano trarre maggior beneficio diventando locatori di Queen's Hall e ci si concordò immediatamente che i Chappel avrebbero controllato la Queen's Hall dal 1902 fino al 1944. Il violinista di 11 anni Franz von Vecsey fece il suo debutto inglese alla St James's Hall ad aprile o agli inizi di maggio del 1904. La sala rimase in uso fino al febbraio 1905 quando fu demolita. Sul sito fu successivamemte costruito il Piccadilly Hotel.

## L'edificio del 1907
Fu costruita una nuova St James's Hall, la Philharmonic Hall, a Londra nella Great Portland Street, (su un sito precedentemente occupato dalla chiesa di San Paolo). La prima pietra fu posata dal sindaco e dagli sceriffi il 20 aprile 1907. Fu inaugurata il 25 aprile 1908 con una serie di concerti promenade eseguiti dalla neonata orchestra della St James's Hall sotto la direzione musicale del signor Lyell Taylor.